# Ermita de Sant Antoni Abat (Aiora)
L'ermita de Sant Antoni Abat és un temple situat fora del nucli urbà d'Aiora (la Vall de Cofrents, València), en l'entrada de la població venint des d'Almansa. És Bé de Rellevància Local amb identificador número 46.19.044-006.

## Descripció
Es desconeix la data exacta de la construcció de l'ermita, encara que podria ser de mitjan segle xvi, ja que l'any 1555, concretament el dia 18 de desembre, apareix esmentada en els llibres de l'arxiu parroquial. Va ser destruïda durant la Guerra civil i se'n va reconstruir després tot l'interior. Consta d'una sola nau allargada. Als peus trobem un nàrtex amb sostre a un sol vessant, sostingut per bigues de fusta.
L'interior de la construcció està format per quatre arcs gòtics de pedra que arranquen des del pis, sostenint un sostre amb enteixinat pla al centre, i bigues a dos vessants, que conformen la coberta de l'edifici al més pur estil mendicant. El presbiteri de sòl en fang de recent construcció acull un retaule neogòtic amb fornícula per a guardar la imatge del sant. També destaca el púlpit de l'evangeli, fet sobre un pilar octogonal en pedra amb decoració geomètrica.